# 夏威夷岩
夏威夷岩（英語：Hawaiite）
是一種橄欖石玄武岩，其成分介於碱性玄武岩和橄榄粗安岩之間。 以夏威夷島上的一些熔岩命名。
它產於島嶼火山活動的後期階段，此期是鹼金屬含量最高的時候。 
在寶石學中，夏威夷石是源自夏威夷的橄欖石的通俗術語，它是寶石級的橄欖石礦物 。

### 敘述

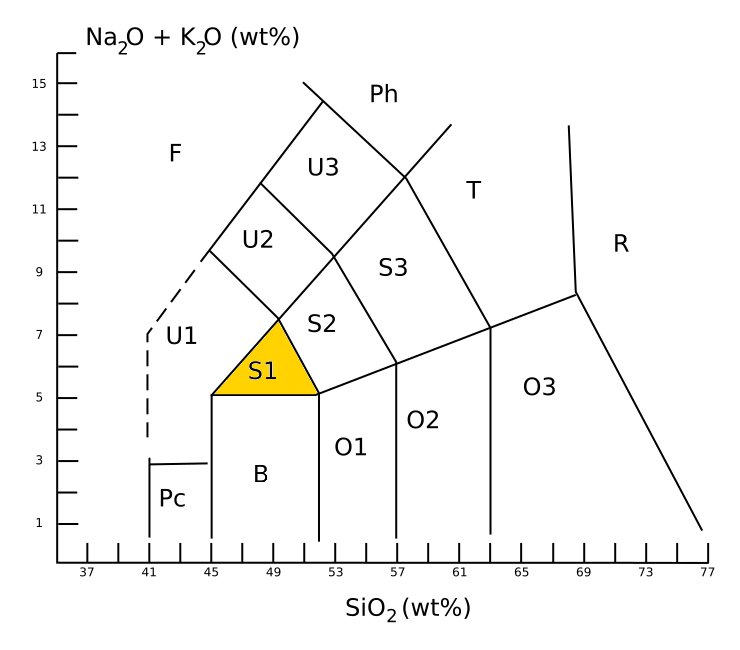
在TAS 分類圖中，夏威夷岩是屬含鈉粗面玄武岩（黃色）

夏威夷岩是一種火山隐晶岩（細粒），是由中等貧矽但富含鹼金屬氧化物（氧化鉀加氧化鈉）的熔岩快速冷卻而成。按礦物含量進行分類岩石，對火山岩是較困難因爲其顆粒非常細，礦物含量難區別。根據TAS 分類的化學定義，夏威夷岩是為鈉質粗面玄武岩，二氧化矽含量接近 49 wt%，總鹼金屬氧化物含量接近 6%，Na
2O wt% > K
2O wt% + 2。位於TAS 圖中的S1 領域
.
夏威夷石在 QAPF分類圖表中 不是公認的岩石類型，該分類表是根據岩石的中石英、鹼長石和斜長石的礦物成分相對比例。 然而，夏威夷石主要由中長石（鈉長石含量為 50% 至 70% 的斜長石）和輝石以及少量橄欖石組成。 [1] 在QAPF分類圖表中應該在安山岩/玄武岩領域。

### 產狀
夏威夷岩屬鹼性岩漿系列的一部分，產於海島火山活動的晚期。在岩浆分异作用中，在它之前結晶出的是含貧量矽的橄榄辉玄岩（ankaramite），之後是含中量矽 的橄榄粗安岩（mugearite）。夏威夷岩在島上較老的岩石上形成了一個鹼性岩蓋。 在其它構造環境中，夏威夷岩產於火山演化的較早階段，例如在Kekuknai 位於俄羅斯堪察加半島）的弧後盆地，其形成在火山活動的中期。 
夏威夷岩和其他鹼性火山岩也產於大陸延伸區域，例如北美西部的盆地和山脈省 和紅海裂谷。